# Reinaldo Gomes
Reinaldo, właśc. Maurício Zacarias Reinaldo Rodrigues Gomes (ur. 2 listopada 1954 w Bissau) – portugalski piłkarz grający na pozycji napastnika. W swojej karierze rozegrał 6 meczów i zdobył 1 gola w reprezentacji Portugalii.

## Kariera klubowa
Reinaldo pochodzi z Gwinei Bissau. Swoją karierę rozpoczął w Portugalii, w klubie SC Vila Real. Zadebiutował w nim w 1973 roku. W 1974 roku odszedł do FC Famalicão. Na sezon 1975/1976 został z niego wypożyczony do SC Régua. W Famalicão grał do końca sezonu 1977/1978, w którym to klub ten awansował z drugiej do pierwszej ligi portugalskiej.
W 1978 roku Reinaldo przeszedł do Benfiki z Lizbony. Wraz z Benfiką wywalczył mistrzostwo kraju w sezonie 1980/1981. Z klubem tym zdobył także dwa Puchary Portugalii w latach 1980 i 1982, a także Superpuchar Portugalii w 1980 roku.
W 1982 roku Reinaldo odszedł z Benfiki do Boavisty. W niej spędził dwa lata. W sezonie 1984/1985 występował w SC Braga, a w sezonie 1985/1986 był zawodnikiem GD Estoril-Praia. W sezonie 1986/1987 grał w Varzim SC, w którym zakończył karierę.
| Sezon   | Klub             | Kraj       | Rozgrywki        | Mecze | Bramki |
| ------- | ---------------- | ---------- | ---------------- | ----- | ------ |
| 1973/74 | SC Vila Real     | Portugalia | Terceira Divisão | ?     | ?      |
| 1974/75 | FC Famalicão     | Portugalia | Segunda Liga     | ?     | ?      |
| 1975/76 | SC Régua         | Portugalia | Terceira Divisão | ?     | ?      |
| 1976/77 | FC Famalicão     | Portugalia | Segunda Liga     | ?     | ?      |
| 1977/78 | FC Famalicão     | Portugalia | Segunda Liga     | ?     | ?      |
| 1978/79 | SL Benfica       | Portugalia | Primeira Liga    | 29    | 17     |
| 1979/80 | SL Benfica       | Portugalia | Primeira Liga    | 24    | 15     |
| 1980/81 | SL Benfica       | Portugalia | Primeira Liga    | 15    | 4      |
| 1981/82 | SL Benfica       | Portugalia | Primeira Liga    | 17    | 8      |
| 1982/83 | Boavista FC      | Portugalia | Primeira Liga    | 27    | 9      |
| 1983/84 | Boavista FC      | Portugalia | Primeira Liga    | 22    | 4      |
| 1984/85 | SC Braga         | Portugalia | Primeira Liga    | 17    | 3      |
| 1985/86 | GD Estoril-Praia | Portugalia | Segunda Liga     | ?     | ?      |
| 1986/87 | Varzim SC        | Portugalia | Primeira Liga    | 10    | 0      |

## Kariera reprezentacyjna
W reprezentacji Portugalii Reinaldo zadebiutował 26 września 1979 roku w zremisowanym 1:1 towarzyskim meczu z Hiszpanią, rozegranym w Vigo. W swojej karierze grał w eliminacjach do Euro 80. Od 1979 do 1983 roku rozegrał w kadrze narodowej 6 spotkań i zdobył 1 bramkę.
| Mecze i gole w reprezentacji | Mecze i gole w reprezentacji | Mecze i gole w reprezentacji | Mecze i gole w reprezentacji | Mecze i gole w reprezentacji | Mecze i gole w reprezentacji | Mecze i gole w reprezentacji |
| #                            | Data                         | Stadion                      | Rywal                        | Wynik                        | Gol                          | Rozgrywki                    |
| 1979                         | 1979                         | 1979                         | 1979                         | 1979                         | 1979                         | 1979                         |
| ---------------------------- | ---------------------------- | ---------------------------- | ---------------------------- | ---------------------------- | ---------------------------- | ---------------------------- |
| 1.                           | 26.09.1979                   | Vigo, Hiszpania              | Hiszpania                    | 1:1                          | 0                            | towarzyski                   |
| 2.                           | 01.11.1979                   | Lizbona, Portugalia          | Portugalia                   | 3:1                          | 0                            | el. ME 1980                  |
| 3.                           | 21.11.1979                   | Lizbona, Portugalia          | Austria                      | 1:2                          | 1                            | el. ME 1980                  |
| 1983                         |                              |                              |                              |                              |                              |                              |
| 4.                           | 16.02.1983                   | Guimarães, Portugalia        | Francja                      | 0:3                          | 0                            | towarzyski                   |
| 5.                           | 23.02.1983                   | Lizbona, Portugalia          | RFN                          | 1:0                          | 0                            | towarzyski                   |
| 6.                           | 08.06.1983                   | Coimbra, Portugalia          | Brazylia                     | 0:4                          | 0                            | towarzyski                   |